# Zsigmondyspitze
Zsigmondyspitze tidigare Feldkopf är en bergstopp i Österrike. Den ligger i distriktet Schwaz och förbundslandet Tyrolen, i den västra delen av landet. Toppen på Zsigmondyspitze är 3 062 meter över havet.
Den högsta punkten i närheten är Großer Mörchner, 3 285 meter över havet, 2,5 km sydost om Zsigmondyspitze.
Trakten runt Zsigmondyspitze består i huvudsak av kala bergstoppar och alpin tundra. Vid Großer Mörchner förekommer även glaciärer.